# Kate Richards O'Hare
Kate Richards O'Hare est une activiste socialiste, professeure d'université et femme politique américaine, née le 26 mars 1877 dans le comté d'Ottawa au Kansas et morte le 10 janvier 1948 à Benicia en Californie. Elle s'investit dans la politique au début du XXe siècle. Emprisonnée pour son discours anti-guerre en 1919, elle est libérée par le président Calvin Coolidge.

## Biographie

### Jeunesse
Kate Richards O'Hare Cunningham naît le 26 mars 1876 dans le comté d'Ottawa au Kansas. Impactée par la récession et une sécheresse sévère, sa famille doit s'installer à Kansas City dans le Missouri. Elle y rejoint plusieurs organisations chrétiennes comme la Young People's Society of Christian Endeavour (en), l'Union chrétienne des femmes pour la tempérance et la National Florence Crittenton Mission (en).
Après des étude qu'elle termine en 1894 dans une école normale à Pawnee City dans le Nebraska, elle enseigne pendant plusieurs années dans une école rurale. Elle retourne par la suite à Kansas City et est secrétaire dans un magasin dans lequel travaille son père. Elle rejoint alors l'Association internationale des machinistes et se forme politiquement au sein du syndicat. Inspirée par la lecture d'auteurs américains tels que Henry George et Ignatus Donnelly et par un discours de Mother Jones, elle devient socialiste. Elle intègre le Parti ouvrier socialiste d'Amérique en 1899, puis le Parti socialiste d'Amérique en 1901.

### Carrière politique
La même année, elle rejoint l'École Internationale d'Économie Sociale de Girard au Kansas. Elle y rencontre Frank O'Hare, avec lequel elle se marie en 1902. Le couple s'installe en 1904 dans la ville de Chandler, alors située dans le territoire de l'Oklahoma. Aux côtés de son mari, qui publie dans le journal socialiste Chandler Publicist, Kate O'Hare s'investit dans le Parti socialiste d'Amérique. Bonne oratrice, elle y coordonne les femmes engagées de son État. Elle voyage dans tout le Southwest pour y défendre ses idées socialistes. Invitée au Royaume-Uni, au Canada et au Mexique, elle y représente le socialisme américain. Elle écrit What Happened to Dan, un ouvrage socialiste dévoilé en en 1904, qu'elle republie sous le nom de The Sorrows of Cupid en 1911.

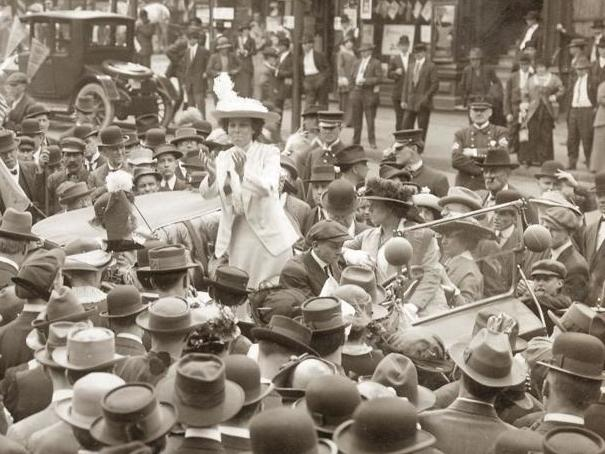
Discours de Kate Richards O'Hare en 1914 à Saint-Louis dans le Missouri.

Installée à nouveau à Kansas City à partir de 1909, elle est élue au sein du comité exécutif du Parti socialiste d'Amérique l'année suivante. Elle publie avec son mari l'hebdomadaire National Rip-Saw, renommé Social Revolution par la suite. En 1910, elle candidate sans succès à la Chambre des représentants du Kansas sous l'étiquette socialiste.
En 1917, elle devient secrétaire du comité chargé de la question de la guerre au sein du parti. Poursuivie pour son activisme anti-guerre, elle est emprisonnée dans la prison de l'État du Missouri (en) à partir d'avril 1919, aux côtés d'Emma Goldman notamment. Elle y publie deux écrits, Kate O’Hare’s Prison Letters et In Prison. Le président Calvin Coolidge la gracie en 1920,.

### Après-guerre
À sa sortie de prison, elle milite pour une réforme du système carcéral pour femmes. Elle rejoint avec son mari une colonie utopiste près de Leesville en Louisiane. Ils publient le journal American Vanguard. Elle participe à la fondation du Commonwealth College (en) et y enseigne pendant plusieurs années. En 1928, elle se remarie avec Charles Cunningham, un avocat californien. Elle s'investit dans la campagne de Upton Sinclair pour le gouvernorat de Californie.
Kate O'Hare meurt le 10 janvier 1948 d'une thrombose coronaire dans la ville de Benicia en Californie.